# Kumamoto (cidade)
Kumamoto (熊本市, Kumamoto-shi) é uma cidade japonesa, capital da Prefeitura de Kumamoto.
Em 1 de março de 2018, a cidade tinha uma população estimada em 740.212 habitantes e uma densidade populacional de 1 896 habitantes/km². A área total é de 390,32 km².
Em 2010, a Área Metropolitana de Emprego de Kumamoto tinha um PIB de US$39.8 bilhões. Não é considerada parte da área metropolitana de Fukuoka-Kitakyushu, apesar de fazer fronteira com ela. A cidade foi designada em 1 de abril de 2012 por decreto governamental.

## História
Katō Kiyomasa, um contemporâneo de Toyotomi Hideyoshi, foi feito daimyō de metade da (antiga) região administrativa de Higo em 1588. Depois disso, Kiyomasa construiu o Castelo de Kumamoto. Devido a sua arquitetura defensiva inovadora, o Castelo de Kumamoto foi considerado inconquistável, e Kiyomasa ganhou a reputação de um dos melhores construtores de castelos da história Japonesa. Após sua morte em 1611, seu filho, Tadahiro, o sucedeu. Tadahiro foi removido por Tokugawa Iemitsu em 1632, o substituindo pelo Clã Hosokawa. Kumamoto recebeu o estatuto de cidade em 1 de abril de 1889.

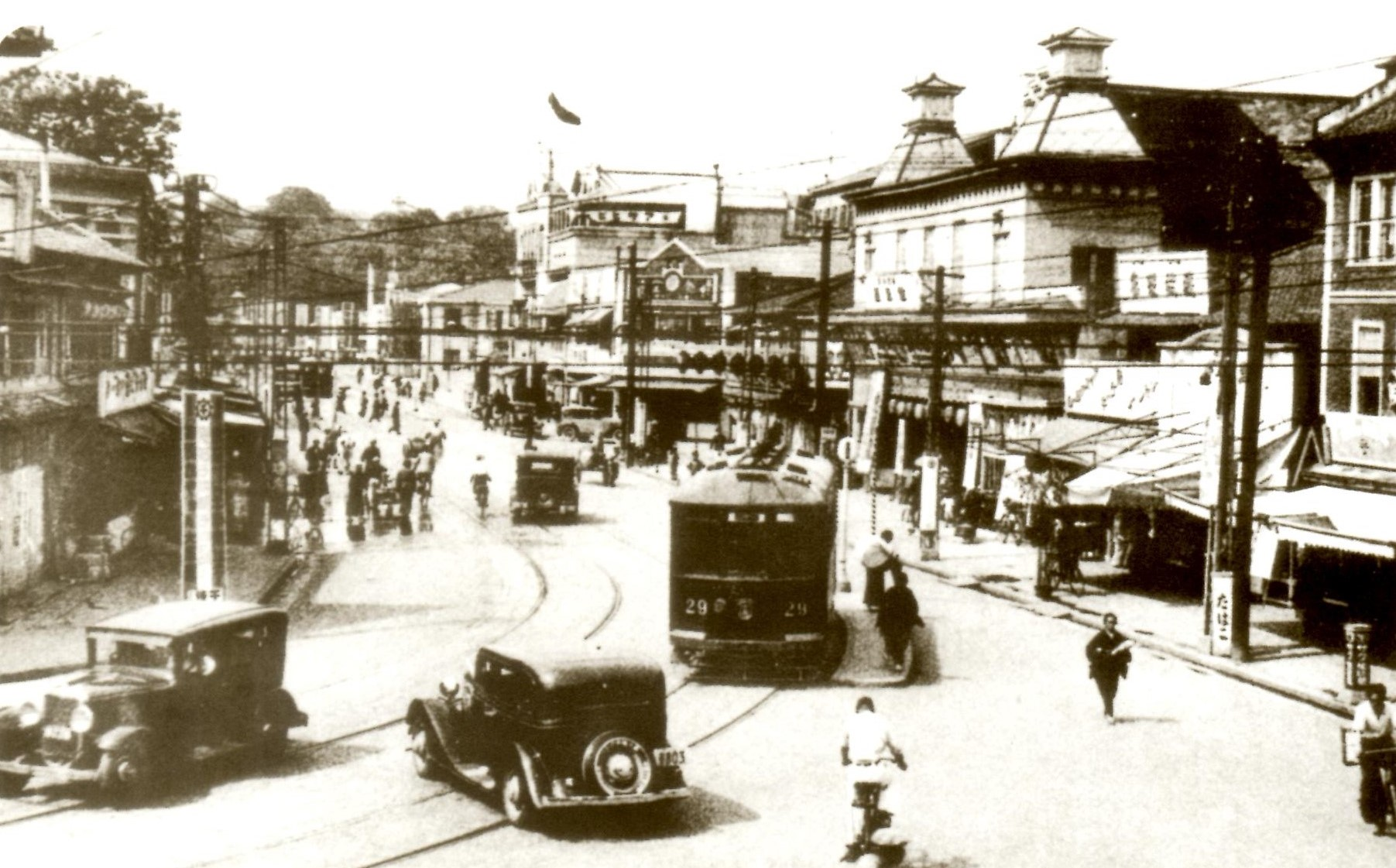
Kumamoto por volta da década de 1910

Perto do final da Segunda Guerra Mundial, Kumamoto sofreu vários ataques aéreos. O maior deles aconteceu na noite de 30 de junho para 1 de julho de 1945. Cerca de um terço da cidade foi destruída, e mais de 300 pessoas morreram.
Após a guerra, o monge budista Japonês Nichidatsu Fujii decidiu construir uma Pagoda da Paz no topo do Monte Hanaoka na cidade para homenagear todas as vidas perdidas na guerra e promover a paz. Inaugurada em 1954, esta pagoda possui uma grande significância: ela inspirou Fujii e seus seguidores a construírem mais de 80 pagodas semelhantes ao redor do mundo, incluindo na Índia, Sri Lanka, Estados Unidos e Reino Unido.
Uma série de terremotos atingiram a área começando em 14 de abril de 2016, incluindo um tremor de magnitude 7.1 no começo da manhã de 16 de abril de 2016, horário local.

## Geografia
Kumamoto tem um clima subtropical úmido (Köppen Cfa) com verões quentes e invernos frios. A chuva ocorre o ano inteiro, mas é mais forte no verão, especialmente nos meses do junho e julho.
| Dados climáticos para Kumamoto, Kumamoto (1981–2010) | Dados climáticos para Kumamoto, Kumamoto (1981–2010) | Dados climáticos para Kumamoto, Kumamoto (1981–2010) | Dados climáticos para Kumamoto, Kumamoto (1981–2010) | Dados climáticos para Kumamoto, Kumamoto (1981–2010) | Dados climáticos para Kumamoto, Kumamoto (1981–2010) | Dados climáticos para Kumamoto, Kumamoto (1981–2010) | Dados climáticos para Kumamoto, Kumamoto (1981–2010) | Dados climáticos para Kumamoto, Kumamoto (1981–2010) | Dados climáticos para Kumamoto, Kumamoto (1981–2010) | Dados climáticos para Kumamoto, Kumamoto (1981–2010) | Dados climáticos para Kumamoto, Kumamoto (1981–2010) | Dados climáticos para Kumamoto, Kumamoto (1981–2010) | Dados climáticos para Kumamoto, Kumamoto (1981–2010) |
| Mês                                                  | Jan                                                  | Fev                                                  | Mar                                                  | Abr                                                  | Mai                                                  | Jun                                                  | Jul                                                  | Ago                                                  | Set                                                  | Out                                                  | Nov                                                  | Dez                                                  | Ano                                                  |
| ---------------------------------------------------- | ---------------------------------------------------- | ---------------------------------------------------- | ---------------------------------------------------- | ---------------------------------------------------- | ---------------------------------------------------- | ---------------------------------------------------- | ---------------------------------------------------- | ---------------------------------------------------- | ---------------------------------------------------- | ---------------------------------------------------- | ---------------------------------------------------- | ---------------------------------------------------- | ---------------------------------------------------- |
| Recorde alta °C (°F)                                 | 22.5 (72.5)                                          | 26.4 (79.5)                                          | 27.4 (81.3)                                          | 30.7 (87.3)                                          | 34.4 (93.9)                                          | 36.1 (97)                                            | 38.8 (101.8)                                         | 38.5 (101.3)                                         | 37.0 (98.6)                                          | 33.7 (92.7)                                          | 28.9 (84)                                            | 24.6 (76.3)                                          | 38.8 (101.8)                                         |
| Média alta °C (°F)                                   | 10.5 (50.9)                                          | 12.1 (53.8)                                          | 15.7 (60.3)                                          | 21.3 (70.3)                                          | 25.6 (78.1)                                          | 28.2 (82.8)                                          | 31.7 (89.1)                                          | 33.2 (91.8)                                          | 29.9 (85.8)                                          | 24.6 (76.3)                                          | 18.5 (65.3)                                          | 13.0 (55.4)                                          | 22.0 (71.6)                                          |
| Média diária °C (°F)                                 | 5.7 (42.3)                                           | 7.1 (44.8)                                           | 10.6 (51.1)                                          | 15.7 (60.3)                                          | 20.2 (68.4)                                          | 23.6 (74.5)                                          | 27.3 (81.1)                                          | 28.2 (82.8)                                          | 24.9 (76.8)                                          | 19.1 (66.4)                                          | 13.1 (55.6)                                          | 7.8 (46)                                             | 16.9 (62.4)                                          |
| Média baixa °C (°F)                                  | 1.2 (34.2)                                           | 2.3 (36.1)                                           | 5.6 (42.1)                                           | 10.3 (50.5)                                          | 15.2 (59.4)                                          | 19.8 (67.6)                                          | 24.0 (75.2)                                          | 24.4 (75.9)                                          | 20.8 (69.4)                                          | 14.2 (57.6)                                          | 8.3 (46.9)                                           | 3.1 (37.6)                                           | 12.5 (54.5)                                          |
| Recorde baixa °C (°F)                                | −9.2 (15.4)                                          | −9.2 (15.4)                                          | −6.9 (19.6)                                          | −2.5 (27.5)                                          | 1.3 (34.3)                                           | 7.1 (44.8)                                           | 14.3 (57.7)                                          | 15.3 (59.5)                                          | 6.7 (44.1)                                           | 0.5 (32.9)                                           | −3.8 (25.2)                                          | −7.9 (17.8)                                          | −9.2 (15.4)                                          |
| Precipitação média mm (pol.)                         | 60.1 (2.366)                                         | 83.3 (3.28)                                          | 137.9 (5.429)                                        | 145.9 (5.744)                                        | 195.5 (7.697)                                        | 404.9 (15.941)                                       | 400.8 (15.78)                                        | 173.5 (6.831)                                        | 170.4 (6.709)                                        | 79.4 (3.126)                                         | 80.6 (3.173)                                         | 53.6 (2.11)                                          | 1 985,9 (78,186)                                     |
| Média de dias chuvosos (≥ 0.5 mm)                    | 8.6                                                  | 9.0                                                  | 12.4                                                 | 10.9                                                 | 11.1                                                 | 14.4                                                 | 13.5                                                 | 10.7                                                 | 10.6                                                 | 6.9                                                  | 7.9                                                  | 8.2                                                  | 124.2                                                |
| Média umidade relativa (%)                           | 70                                                   | 67                                                   | 67                                                   | 66                                                   | 68                                                   | 75                                                   | 77                                                   | 73                                                   | 72                                                   | 69                                                   | 72                                                   | 71                                                   | 71                                                   |
| Média mensal horas de sol                            | 132.6                                                | 139.5                                                | 158.5                                                | 181.4                                                | 187.2                                                | 141.0                                                | 184.5                                                | 211.0                                                | 175.9                                                | 189.7                                                | 153.0                                                | 147.5                                                | 2 001,8                                              |
| Source #1: Agência Meteorológica do Japão            |                                                      |                                                      |                                                      |                                                      |                                                      |                                                      |                                                      |                                                      |                                                      |                                                      |                                                      |                                                      |                                                      |
| Source #2: Agência Meteorológica do Japão (recordes) |                                                      |                                                      |                                                      |                                                      |                                                      |                                                      |                                                      |                                                      |                                                      |                                                      |                                                      |                                                      |                                                      |

## Governo

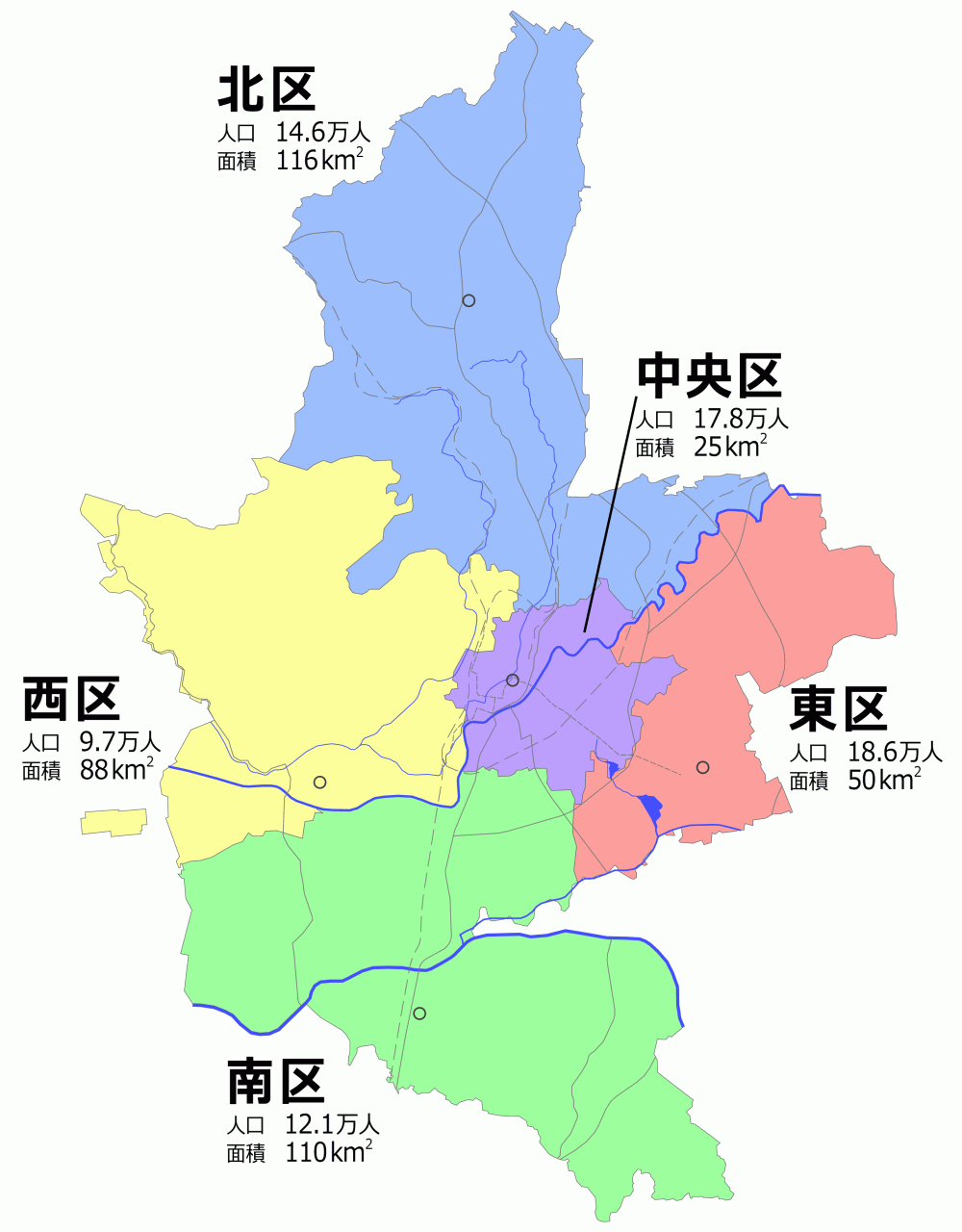
Mapa dos bairros de Kumamoto

O prefeito de Kumamoto é Kazufumi Ōnishi desde dezembro de 2014.

### Bairros
Desde 1 de a abril de 2012, Kumamoto possui cinco bairros (ku):
- Kita-ku (北区)
- Nishi-ku (西区)
- Chūō-ku (中央区) (centro administrativo)
- Higashi-ku (東区)
- Minami-ku (南区)

## Pontos turísticos
O ponto turístico mais famoso da cidade é o Castelo de Kumamoto, um grande e, em seu tempo, um castelo extremamente fortificado. O donjon (guarda central do castelo) é uma reconstrução de concreto feita na década de 1970, mas muitas das partes de madeira do castelo original, que foi atacado durante a Rebelião Satsuma, saqueado e depois incendiado após um cerco de 53 dias. Foi durante esta época que a tradição de comer basashi (carne crua de cavalo) se originou. O basashi permanece popular em Kumamoto e, em menor medida, em outros lugares do Japão, embora atualmente seja considerado uma iguaria.
Dentro das muralhas exteriores do Castelo de Kumamoto está a Hosokawa Gyobu-tei, a antiga residência do daimiô de Higo. Esta tradicional mansão de madeira possui um famoso jardim japonês em seus terrenos.
Miyamoto Musashi viveu a última parte de sua vida em Kumamoto. Seu túmulo e a caverna onde residiu durante seus anos finais (conhecida como Reigandō, ou "caverna do espírito de rocha") estão situados próximos um do outro. Ele escreveu o famoso Gō Rin no Shō (O Livro dos Cinco Anéis) enquanto viveu lá.
Kumamoto abriga o Jōju-en, um jardim vizinho ao Templo Suizenji e há cerca de 3 quilômetros do Castelo de Kumamoto.
Entre os santuários da cidade estão o Santuário Takahashi Inari e o Fujisaki Hachimangū.

## Educação
- Universidade de Kumamoto[20]
- Universidade Prefeitural de Kumamoto
- Universidade Kumamoto Gakuen
- Universidade Sojo
- Faculdade Luterana de Kyūshū[21]
- Universidade Shokei Gakuin
- Tokai University of Kumamoto[22]
- Kumamoto Health Science

## Cidades-irmãs
- San Antonio, EUA
- Billings, EUA
- Helena, EUA
- Guilin, China
- Heidelberg, Alemanha
- Bristol, Reino Unido
- Ulsan, Coreia do Sul